# Корнешти (Михај Витеазу)
Корнешти (рум. Cornești) насеље је у Румунији у округу Клуж у општини Михај Витеазу. Oпштина се налази на надморској висини од 346 m.

## Становништво
Према подацима из 2002. године у насељу је живело 781 становника.

### Попис2002.
| Расподела становништва по националности 2002.‍ | Расподела становништва по националности 2002.‍ | Расподела становништва по националности 2002.‍ | Расподела становништва по националности 2002.‍ | Расподела становништва по националности 2002.‍ |
| --------------------------------------------- | --------------------------------------------- | --------------------------------------------- | --------------------------------------------- | --------------------------------------------- |
|                                               |                                               |                                               |                                               |                                               |
| Румуни                                        | Румуни                                        |                                               | 383                                           | 49,2%                                         |
| Мађари                                        | Мађари                                        |                                               | 349                                           | 44,9%                                         |
| Роми                                          | Роми                                          |                                               | 46                                            | 5,9%                                          |